# (4455) Ruriko
(4455) Ruriko es un asteroide perteneciente al cinturón de asteroides, descubierto el 2 de diciembre de 1988 por Seiji Ueda y el astrónomo Hiroshi Kaneda desde el Kushiro Marsh Observatory, Hokkaido, Japón.

## Designación y nombre
Designado provisionalmente como 1988 XA. Fue nombrado Ruriko en homenaje a "Ruriko Ueda", esposa de Seiji Ueda. 

## Características orbitales
Ruriko está situado a una distancia media del Sol de 3,015 ua, pudiendo alejarse hasta 3,169 ua y acercarse hasta 2,862 ua. Su excentricidad es 0,050 y la inclinación orbital 9,392 grados. Emplea 1913 días en completar una órbita alrededor del Sol.

## Características físicas
La magnitud absoluta de Ruriko es 11,7. Tiene 13,794 km de diámetro y su albedo se estima en 0,337.